# Коледж преси та телебачення
Коледж преси та телебачення — вищий навчальний заклад II рівня акредитації в Миколаєві. Коледж було засновано 15 вересня 1993 року.

## Загальна інформація
Засновано 15 вересня 1993 року. Коледж преси та телебачення підпорядкований Міністерству освіти і науки України. Це перший вищий навчальний заклад, який готує бакалаврів інформаційної діяльності. Навчання триває 4 роки. Випускники отримують диплом за спеціальністю «Документознавство та інформаційна діяльність» і після закінчення можуть працювати репортерами ЗМІ, в інформаційних та прес-центрах, архівах. У навчальному закладі створена первинна організація професійного об'єднання — Національної спілки журналістів України. Крім того, це єдиний вищий навчальний заклад, структурним підрозділом котрого є перший в Україні Телевізійний Академічний Канал.
У 2005 році Коледж преси та телебачення одержав ліцензію на право мовлення. Відтепер студенти Коледжу мають можливість проходити практику на власній телекомпанії. Коледж має налагоджений зв'язок з Миколаївським національним університетом імені В. О. Сухомлинського (тут є факультет філології та журналістики).
За час існування Коледжу тут було проведено більше 260 засідань прес-клубу, в яких брали участь не лише українські експерти, але й іноземні, крім того більше 100 журналістів національних медіа та чимало представників регіональних ЗМІ. На базі навчального закладу було проведено 5 науково-практичних конференцій, три з яких були міжнародними.

## Навчальний план
Навчальний план Коледжу затверджений Науково-методичною комісією та Департаментом вищої освіти Міністерства освіти і науки, молоді та спорту України.

### Гуманітарні і соціально-економічні дисципліни
- Історія України
- Ділова українська мова
- Соціологія
- Світова та вітчизняна культури
- Філософія
- Основи економічної теорії
- Політологія
- Правознавство
- Англійська мова
- Фізична культура
- Релігієзнавство
- Основи конституційного права
- Основи психології та педагогіки

### Фундаментальні дисципліни
- Автоматизація процесів інформаційного забезпечення
- Організаційна техніка
- Літературна естетика
- Основи екології
- Безпека життєдіяльності

### Професійно-орієнтовані дисципліни
- Організація діловодства
- Організація управлінської діяльності
- Текстові редактори
- Комп'ютерні мережі
- Системне управління базами даних
- Документознавство
- Архівознавство
- Маркетинг інформаційної діяльності
- Правові основи інформаційної діяльності
- Бібліографознавство
- Вступ в спеціальність

### Практика
- Навчальна практика
- Технологічна практика

### Загально-професійні дисципліни
- Стилістика ділової української мови, редагування документів
- Основи тележурналістики, організація телевиробництва
- Основи інформаційної діяльності
- Загальна та соціальна психологія

### Дисципліни самостійного вибору навчального закладу
- Культура мови
- Культура мови (рос.)
- Літературне редагування
- Мовний практикум

### Дисципліни вільного вибору студента
- Операторська майстерність
- Фотоділо
- Основи рекламної діяльності
- Світова література
- Вітчизняна література
- Практична журналістика
- Радіожурналістика

## Проєкти
Коледж реалізував 10 міжнародних проєктів при партнерстві з Посольством США в Україні, Агентством США з міжнародного розвитку та міжнародним фондом «Відродження», Фондом підтримки демократії та Україно-Польським фондом ПАУСІ, Посольством Польщі в Україні та Центром документації та інформації НАТО, Радою Європи та Європейською комісією.

### ТЕЛЕКАНАЛ ТАК-TV
Отримавши у 2005 році ліцензію на ефірне мовлення, Коледж преси і телебачення відкрив власний телеканал — ТАК-TV. Персонал телеканалу складається переважно із студентів, які становлять близько 90%. Девіз команди — «Ми навчаємося бачити життя неупереджено!». На сьогодні «ТАК-ТБ» є єдиною телекомпанією Миколаївщини, яка щоденно та щогодини робить випуск новин — «Такі новини», «Така подія». Крім інформаційних передач, телекомпанія виробляє також і освітньо-публіцистичні передачі — «Такі діти», «Такі чоловіки», «Такі жінки», «Такий рецепт», «Такий закон» та інші.

## Нагороди
Коледж преси та телебачення взяв участь у Всеукраїнському конкурсі «Вища школа — 2008» та був нагороджений дипломом другого ступеня та срібною медаллю в номінації «Пропаганда вищими навчальними закладами своєї діяльності у засобах масової інформації».

## Відомі випускники
- Діана Оснякова — редактор новин телекомпанії «МИГ», міста Южне, Одеська область, випуск 2003 року
- Андрій Сушко — видавець журналу «Автогород», керівник компанії «Медіа Картель», Миколаїв, випуск 2003 року
- Вікторія Веселовська — директор департаменту міжнародних відносин Коледжу преси та телебачення, продюсер телеканалу ТАК-TV, випуск 2003 року
- Наталія Смирнова — працює управлінні внутрішньої політики Одеської міської ради, редактор телеканалу «Іллічівське телебачення-3», випуск 2004 року
- Олена Фібіх — директор департаменту з навчальної та наукової діяльності Коледжу преси та телебачення, головний редактор телеканалу ТАК-TV, випуск 2004 року
- Юлія Дубогрій — кореспондент газети «Голос Баштанщини», місто Баштанка, Миколаївська область, випуск 2007 року
- Юлія Курбатова — редактор відділу освітньо-публіцистичних програм телеканалу ТАК-TV, автор передачі «ТАКА МОЛОДЬ», випуск 2008 року
- Анастасія Качалова — керівник клубу «Юний журналіст», випуск 2010 року